# Halil
Halil (arab. هليل) – wieś w Syrii, w muhafazie Aleppo, w dystrykcie Afrin. W 2004 roku liczyła 153 mieszkańców.